# Орден Пфальцского льва

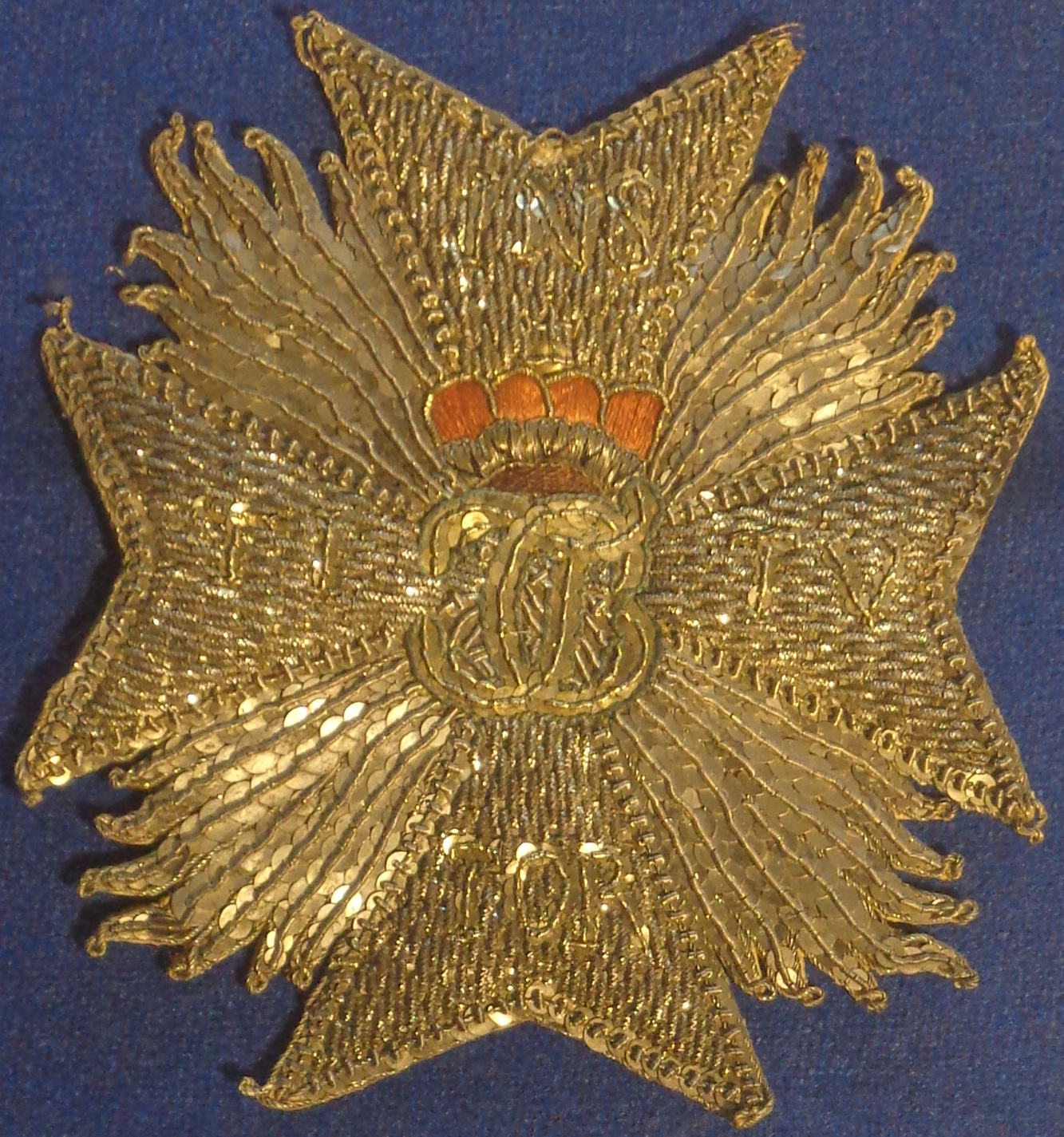
Звезда ордена, конец XVIII века

Орден Пфальцского льва (нем. Orden vom Pfälzer Löwen) — баварский орден.

## История
Учреждён 1 января 1768 года курфюрстом Пфальца Карлом IV Теодором по случаю 25-летия его правления. Соответственно числу лет правления количество рыцарей ордена было ограничено 25. Имел одну степень. Вручался за воинские и гражданские заслуги. Первоначально для вступления в орден обязательным условием была служба курфюрсту в течение 25 лет. 
После того, как в результате пресечения в 1777 году баварской линии Виттельсбахов, в лице курфюрста Максимилиана Иосифа, Бавария отошла по условиям Павийского договора к пфальцским Виттельсбахам, в лице Пфальцского курфюрста Карла IV Теодора орден стал считаться также баварским.
В 1808 году король 
Максимилиан I Иосиф заменил его вновь созданным орденом Заслуг Баварской короны.
Внук Максимилиана I Иосифа Людвиг II в 1866 году учредил орден Военных заслуг со знаком сходным со знаком ордена Пфальцского льва.

## Инсигнии ордена
Знак представлял собой золотой мальтийский крест покрытый синей эмалью, с лучами золотого пламени между плечами креста. На медальоне в поле чёрной эмали золотой стоящий коронованный Пфальцский лев, окруженный кольцом белой эмали с надписью «MERENTI» (с лат. — «Достойному»). На медальоне реверса — в поле чёрной эмали под короной инициалы учредителя «CT» (Carl Theodor), окружённые кольцом белой эмали с надписью «INSTITU.AN.1768» (institutum anno 1768 — учреждён в 1768 году). Звезда ордена шитая серебряная, аналогична реверсу креста, но без эмали. Лента ордена белая с синими полосами по краям. Знак ордена носился на цепи, либо на ленте через плечо, звезда на левой стороне груди. Лица духовного звания носили знак на ленте на шее.

## Рыцари ордена
В числе рыцарей ордена были:
- Карл II Август Христиан, князь и герцог Пфальц-Цвейбрюккена
- Вильгельм, герцог Баварии.
- Французские генералы участники наполеоновских войн Друэ д’Эрлон и Рапп.

Часто встречающееся в литературе упоминание о награждении русского полководца  А. В. Суворова баварским орденом Пфальцского льва не соответствуют действительности. Но ряд русских офицеров — участников его знаменитого Швейцарского похода были награждены данным орденом.